# Hradišťský vrch (Plaská pahorkatina)
Hradišťský vrch je neovulkanický kopec v Plaské pahorkatině v okrese Tachov. Nachází se asi 1,5 kilometru jihovýchodně od Konstantinových Lázní a dosahuje nadmořské výšky 632,8 metru. Vrcholová část a přilehlé jižní úbočí je chráněno jako přírodní rezervace Hradišťský vrch. Celou vrcholovou plošinu lemují zbytky valu pravěkého hradiště z pozdní doby bronzové zapsané na seznam národních kulturních památek. Opuštěný kamenolom v západní části vrchu slouží jako přírodní koupaliště.

## Název
Vrchol se v minulosti nazýval Hradišťský kopec. Používání tohoto názvu je doloženo ještě na státní mapě z roku 1992, či v knize Zeměpisný lexikon ČR: Hory a nížiny z roku 2006.

## Geologie a geomorfologie
Vrch je významným bodem a tvoří samostatnou část geomorfologického podokrsku Konstantinolázeňské pahorkatiny. Ta spadá pod geomorfologický okrsek Pernarecká pahorkatina, který je součástí podcelku Stříbrská pahorkatina v Plaské pahorkatině. Vznikl jako lávový příkrov z nefelinického bazanitu o mocnosti padesát metrů. Má tvar stolové hory, jejíž jižní svahy jsou podstatně strmější než severní a dosahují výšky až 150 metrů. Zejména na nich se vyskytují skalnaté hřbítky, mrazové sruby, nivační kary a další projevy zvětrávání. Ve stěnách lomu se projevují jevy sonnenbrandu (kuličkový rozpad horniny) a sloupcová odlučnost s neobvykle tlustými sloupy. Jejich průměr dosahuje až tří metrů.

## Přístup
Vrch je přístupný po okružní zeleně značené turistické trase z Konstantinových Lázní. Souběžně s ní je značená naučná stezka Hradišťský vrch. Značená trasa míjí ve vzdálenosti sto až dvě stě metrů vrchol kopce, který se nachází uvnitř přírodní rezervace.